# Erwin Rovan
Erwin Rovan (* 8. Dezember 1945 in Griffen; † 5. Jänner 2018 in Salzburg) war ein österreichischer Biologe, der vor allem in der Spermatologie angesiedelt war.

## Leben und Karriere
Erwin Rovan wurde am 8. Dezember 1945 in der Marktgemeinde Griffen in Kärnten geboren. Seine akademische Laufbahn begann er mit einem Studium der Zoologie und der Organischen Chemie an der Universität Graz. Nach seinem Studienabschluss beschäftigte er sich vor allem mit dem Spezialgebiet Spermatologie. Bereits im Jahre 1987 brachte er in Zusammenarbeit mit Gerd Ludwig und Julian Frick das Fachbuch Praxis der Spermatologie heraus, das in weiterer Folge in mehreren Auflagen erschien und heute als Standardwerk auf diesem Gebiet gilt. Zumindest von 1997 bis 2011 war er als Universitätsprofessor für Zoologie und Reproduktionsbiologie an der Universität Salzburg tätig. Nachdem er unter anderem maßgeblich an der Gründung und am Aufbau der Paracelsus Medizinische Privatuniversität (PMU) in Salzburg beteiligt war, hatte er nach der Gründung einen ebenso maßgeblichen Anteil an der Kooperation mit der Naturwissenschaftlichen Fakultät der Universität Salzburg und der Etablierung des Kurses Medizinische Basiswissenschaften für Humanmedizin. Hierfür erhielt er im Jahre 2011, acht Jahre nach der offiziellen Gründung der Privatuniversität, die Ehrenmedaille der Paracelsus Universität überreicht. Nach seiner Emeritierung war Rovan weiterhin als Lehrveranstaltungskoordinator und Forscher an der Paracelsus Universität tätig. Am 5. Jänner 2018 verstarb er im Alter von 72 Jahren nach langer Krankheit in Salzburg. Neben seiner Mutter hinterließ er seine Ehefrau, drei Kinder sowie einige Enkelkinder und Geschwister. Nach einer Verabschiedung am 15. Jänner 2018 in der Aussegnungshalle wurde er am Salzburger Kommunalfriedhof beerdigt.